# باولو غونسالفيس
باولو غونسالفيس (بالبرتغالية: Paulo Gonçalves‏) هو لاعب كرة قدم ومدرب كرة قدم برازيلي، ولد في 18 نوفمبر 1936.

## وصلات خارجية
- باولو غونسالفيس على موقع الاتحاد الدولي (مؤرشف)  (الإنجليزية)
- باولو غونسالفيس على موقع Soccerway.com (الإنجليزية)
- باولو غونسالفيس على موقع عالم كرة القدم.نت (الإنجليزية)